# Fotos (película)
Fotos es una película del año 1996, dirigida por Elio Quiroga.

## Argumento
A Azucena, una joven obsesionada con la Virgen, le repugna todo lo que tenga que ver con el sexo. César (Miguel Alonso), pintor homosexual que la sigue y graba todo lo que hace, convence a Azucena para que pose para él. La intenta violar pero ella huye hasta un club nocturno en donde el travestido Narciso (Gustavo Salmerón) se desnuda ante ella. Azucena, perdidamente enamorada de Narciso, ve de golpe vencida su aversión al sexo, y empieza una relación formal con él. Los dos van a cenar con los padres de él (Amparo Muñoz y Simón Andreu), que viven en una mansión entregados a prácticas sadomasoquistas, en las que, además de Narciso, pretenden incluir a Azucena, que solo busca liberarse de la cárcel que supone para ella su cuerpo.

## Reparto
- Mercedes Ortega: Azucena
- Amparo Muñoz: Rosa
- Simón Andreu: Tony, el Inglés
- Miguel Alonso: César
- Gustavo Salmerón: Narciso

## Recepción
Premiada al mejor guion en el Festival de Sitges y aplaudida por Quentin Tarantino, lo mejor de Fotos es su rareza, que puede definirse como originalidad -a pesar de construirse sobre materias primas ajenas- y su derivado carácter transgresor.